# Криванс, Леонс
Леонс Криванс (латыш. Leons Krivāns; 17 апреля 1938, Рига — 7 ноября 2020, Рига) — советский и латвийский актёр театра и кино. Заслуженный артист Латвийской ССР (1988). Кавалер Креста Признания 4 степени (2018).

## Биография
Родился 17 апреля 1938 года в Риге, в семье строителя.
Окончил 6-ю рижскую среднюю школу (1956). Во время учёбы посещал драматическую студию Дома культуры строителей «Октобрис». Актёрское образование получил в третьей студии Театра Дайлес (1962).
Дипломной работой стала роль Сутки в спектакле «В огне», классика латышской литературы Рудольфа Блауманиса. В течение долгого времени был актёром Театра Дайлес (1962—1992).
С 1992 года в качестве свободного художника принимает участие в постановках разных театров, записывает программы на радио и телевидении.
В кино приобрёл известность своим комическим дуэтом с актёром Эгоном Майсаксом, с которым они сыграли роли незадачливых жуликов в фильмах «Часы капитана Энрико» и «Подарок одинокой женщине» режиссёров Яниса Стрейча и Эрика Лациса.
Заслуженный артист Латвийской ССР (1988). Член Латвийского Союза театральных деятелей (2007).

## Театральные работы
Театр Дайлес
- 1963 — «В огне» Рудольфа Блауманиса — Сутка
- 1963 — «Вокруг света в восемьдесят дней» Жюля Верна и Павла Кохута — Жан Паспарту
- 1964 — «До последней черты» Б. Саулиша — Вилнис
- 1965 — «У Чёрного Глухаря» Миервалдиса Бирзе — Джим
- 1965 — «Вдова полковника, или Врачи ничего не знают» Юхана Смуула — Врач
- 1966 — «Началось всё с чёрного кота» Миервалдиса Бирзе — Интс
- 1968 — «Как делить Золотую богиню?» Паула Путныньша — Янис
- 1968 — «Дуэль» Мара Байджиева — Азиз
- 1970 — «Индраны» Рудольфа Блауманиса — Нолиньш
- 1970 — «Праздник в Скангале» Е. Вульфа — Годиньш
- 1973 — «Вольпоне» Бена Джонсона — Моска
- 1973 — «Провинциальные анекдоты» Александра Вампилова — Угаров
- 1978 — «Метель» Ария Гейкинса — Провожатый
- 1980 — «Разве мы его знаем?» Гунара Приеде — Эрвин
- 1987 — «Осенённые вечностью» Александра Чака — Здоровяк
- 1988 — «Контрабас» Патрика Зюскинда (моноспектакль)
- 1988 — «Язепиньш» Яниса Юрканса — Волдис
- 1990 — «Золотой конь» Райниса — Прилипала
- 1991 — «Дворовый художник» Аншлава Эглитиса — Балдасар

## Фильмография
- 1961 — Спасибо за весну — эпизод
- 1964 — До осени далеко — Сприцис
- 1965 — «Тобаго» меняет курс — Артур
- 1967 — Часы капитана Энрико — Фридис
- 1972 — Слуги дьявола на чёртовой мельнице
- 1973 — Подарок одинокой женщине — Спульгис
- 1979 — Незаконченный ужин — метрдотель
- 1982 — Личная жизнь Деда Мороза — регулировщик
- 1982 — Голова Тереона — Григалс
- 1982 — Забытые вещи — таксист
- 1983 — Сад с призраком — режиссёр
- 1987 — Стечение обстоятельств — таксист
- 1987 — Квартет — эпизод
- 2000 — Страшное лето — Освальд
- 2002 — Дама в очках, с ружьём, в автомобиле — механик